# Amélie (roman)
Pour les articles homonymes, voir Amélie.
Amélie est un roman d'Henri Troyat publié en 1955. Il s'agit du second tome de la saga Les Semailles et les Moissons, qui débute avec Les Semailles et les Moissons. L'action se déroule en 1915, pendant la Première Guerre mondiale.

## Résumé
En 1915, Amélie Mazalaigue, revenue à Paris, s’occupe vaillamment de son petit bistrot de la rue de Montreuil, tout en prenant soin de son bébé, Elisabeth, tandis que son mari, Pierre, est sur le front de la Grande guerre. Amélie se languit de son mari que la patrie accapare, alors qu’ils n’ont pas eu le temps de vivre pleinement les premiers temps de leur mariage ni la naissance de leur fille. 
Amélie vit au rythme des lettres reçues de son Pierre. Dans l’une d’elles, il lui raconte que sa compagnie, après avoir été en première ligne, se repose à l’arrière du front. Par amour, Amélie va braver les obstacles pour retrouver son mari. Elle obtient un sauf-conduit, et le rejoint pour l’arracher quelques heures, quelques jours à sa vie de soldat, recréant l’intimité d’un jeune couple heureux d’être deux. 
Mais de retour à Paris, la vie suit son cours, et Amélie doit faire face aux tracas du quotidien. Son frère, Denis, âgé de 15 ans, qui habite avec elle est apprenti. Jeune et impétueux, elle doit avoir un œil sur lui. Ses locataires lui amènent aussi son lot de soucis. Surtout cet immigré espagnol qui, à sa grande stupeur s’éprend d’elle. Et puis, l’attente des lettres du front, le bébé, les clients difficiles, son père… 
Vers la fin de l’année 1915, après des semaines sans nouvelle, une lettre arrive, porteuse de nouvelles de Pierre. Il a été blessé, et il est soigné dans un dispensaire près d’Orléans. Ni une ni deux, Amélie décide de partir le rejoindre à la fois soulagée qu’il soit en vie, et inquiète quant à la gravité de ses blessures. 
Blessé à la tête et à la jambe, Pierre est très éprouvé par ces mois de tranchées. Sur les conseils du médecin, ils décident de fermer le café pour emmener Pierre dans leur village natal, La Chapelle au Bois en Corrèze, pour qu’il se repose quelques mois auprès de Jérôme, le père d'Amélie. 
Entre-temps, on leur a proposé de vendre leur café et de reprendre une autre belle affaire à Barbès. Ce sera à la fin 1916. Mais Pierre très marqué a du mal à se remettre, à s’abandonner à la tendresse de sa femme, de sa famille. Il sombre parfois dans un état de tristesse léthargique. S’il ne se remet pas, parviendront-ils à relever ce défi : revenir sur Paris et réussir à relancer ce nouveau bar/tabac tout en retrouvant l’harmonie de leur couple, de leur famille ? 
La suite est relatée dans le troisième volume de la saga, La Grive. 